# Park Triathlonowy w Astanie
Park Triathlonowy (kaz. Астана триатлон паркі) – jeden z parków miejskich znajdujących się w Astanie.

## Charakterystyka
Park został otwarty w lipcu 2016 roku. Został zbudowany i zaprojektowany przez firmę Bi Group;, został oddany mieszkańcom Astany jako prezent na Święto Stolicy. Park zajmuje powierzchnię 45 hektarów. Znajduje się na prawym brzegu rzeki Iszym, w pobliżu Parku Prezydenckiego. Park jest popularnym miejscem rekreacji i uprawiania sportu; na jego terenie znajduje się wiele tras do narciarstwa, joggingu i kolarstwa. W 2018 roku ogłoszono, że na terenie parku powstanie kompleks sportowy.